# Морская Полиция: Лос-Анджелес (Сезон 1)
Первый сезон американского телесериала «Морская полиция: Лос-Анджелес» премьера которого состоялась на телеканале CBS 22 сентября 2009 года.
Сериал является спин-оффом сериала «Морская полиция: Спецотдел».
Действие сериала разворачивается в Лос-Анджелесе (штат Калифорния).
Изначально в первом сезоне сериала планировалось снять 13 эпизодов, но 7 октября 2009 года телеканал CBS увеличил сезон до 22 эпизодов вследствие высоких рейтингов. 4 ноября 2009 года сезон был продлен ещё на два дополнительных эпизода.
В итоге сезон длился с 22 сентября 2009 года по 25 мая 2010 года и состоял из 24 эпизодов.

## В ролях
| Персонаж           | Актёр               | Главный герой | Появление             |
| ------------------ | ------------------- | ------------- | --------------------- |
| Джи Каллен         | Крис О’Доннелл      | весь сезон    |                       |
| Кенси Блай         | Даниэла Руа         | весь сезон    |                       |
| Нэйт Гетц          | Питер Кэмбор        | весь сезон    |                       |
| Доминик «Дом» Вэйл | Адам Ямал Крэйг     | эпизоды 1—12  | эпизоды 13, 21        |
| Эрик Бил           | Барретт Фоа         | с 13 эпизода  | эпизоды 1—12          |
| Хетти Ланг         | Линда Хант          | весь сезон    |                       |
| Сэм Ханна          | LL Cool J           | весь сезон    |                       |
| Марти Дикс         | Эрик Кристиан Олсен |               | эпизоды 19, 20        |
| Леон Венс          | Роки Кэрролл        |               | эпизоды 1, 5, 7—9, 22 |
| Эбби Шуто          | Поли Перретт        |               | эпизоды 5, 9          |

В сезоне было запланировано 7 постоянных актёров.
- Крис О’Доннелл играет Джи Каллена, Специального агента Морской полиции[9]. Друзья называют его «Джи», потому что он не знает своего имени, только первую букву «G» (Джи).
- LL Cool J играет Сэма Ханна, бывшего морского котика работающего Старшим агентом[9]. Сэм — напарник Джи.
- Даниэла Руа играет младшего агента Кенси Блай, которая родилась в семье морского пехотинца. Она бегло говорит на португальском и испанском языках, может читать по губам и знает Азбуку Морзе[10].
- Адам Ямал Крэйг играет Доминика Вэйла, молодого агента команды[11]. Его герой исчезает в эпизоде «Пропавший без вести» и вновь появляется в эпизоде «Найденный», когда Доминик был смертельно ранен, пытаясь сбежать от похитителей.
- Питер Кэмбор играет практикующего психолога Нейта Гетца, который наблюдает за проведением допросов, чтобы создать психологические профили подозреваемых[10].
- Барретт Фоа играет Эрика Била, технического оператора, который обеспечивает связь между агентами и штабом, а также с Директором Леоном Венсом[12]. С 13-го эпизода Фоа становится одним из основных актеров сериала.
- Роки Кэрролл исполняет роль директора Леона Венса[13].
- Линда Хант играет Хетти Ленг, управляющую операциями в NCIS в Лос-Анджелесе[9].
- Брайан Аверс появился в трех эпизодах в роли специального агента Майк Ренко[14].
- Поли Перретт появляется в двух эпизодах в роли криминалиста Эбби Шуто[15].
- Эрик Кристиан Олсен играет главную роль детектива Марти Дикса в двух эпизодах, впоследствии, роль офицера по связям с полицией Лос-Анджелеса[16].

## Эпизоды
| № | #  | Название                                      | Режиссёр          | Сценарист                                                         | Дата показа в США | Код серии | Зрители США (миллионы) |
| --- | -- | --------------------------------------------- | ----------------- | ----------------------------------------------------------------- | ----------------- | --------- | ---------------------- |
| 1 | 1  | «Identity» «Опознание»                        | Джеймс Уитмор мл. | Шэйн Бреннан                                                      | 22 сентября 2009  | 101       | 18,73                  |
| После тяжёлого ранения Каллен приезжает в офис Морской полиции, который переехал в новое здание. Похищен и убит капитан Френк МакГваер, работавший на штаб морской разведки. В убийстве замешан наркокартель. Команда скоро обнаруживает, что действия капитана МакГваера, возможно, подвергли опасности военную операцию против различных наркокартелей в Мексике. Также пропала племянница капитана. Роки Кэрролл в роли директора Леона Венса. Первое появление: Хетти Лэнг и Доминик Вэйл.                                                         |    |                                               |                   |                                                                   |                   |           |                        |
| 2 | 2  | «The Only Easy Day» «Самый лёгкий день»       | Терренс О’Хара    | Скотт Геммилл                                                     | 29 сентября 2009  | 102       | 17,42                  |
| Сэм чувствует себя преданным, когда узнаёт, что группа спецназа замешана в проникновении в дом торговца наркотиками и убийстве. |    |                                               |                   |                                                                   |                   |           |                        |
| 3 | 3  | «Predator» «Снаряд»                           | Тони Уормби       | Дэйв Калштейн                                                     | 6 октября 2009    | 104       | 16,31                  |
| Во время учений на военной базе Кэмп-Пендлтон угнан беспилотный летательный аппарат MQ-1 Predator и ракета AGM-114 Hellfire. Команда вынуждена найти хакера из преступного мира для того, чтобы найти ответы, а также обнаружить ракеты, прежде чем они попадут в руки врага. |    |                                               |                   |                                                                   |                   |           |                        |
| 4 | 4  | «Search and Destroy» «Найти и уничтожить»     | Стив Бойум        | Джил Грант                                                        | 13 октября 2009   | 105       | 15,32                  |
| Психически неуравновешенный ветеран иракской войны прилетает в Лос-Анджелес и убивает человека. В данном деле замешана частная охранная фирма, которая тоже ищет его из-за убийства бизнесмена. |    |                                               |                   |                                                                   |                   |           |                        |
| 5 | 5  | «Killshot» «Смертельный выстрел»              | Дэвид Баррет      | Шэйн Бреннан                                                      | 20 октября 2009   | 103       | 16,50                  |
| Убит мужчина на водном мотоцикле, который получил заказ от Управления военных разработок. Команда опасается, что его секретные разработки будут потеряны, пока они ищут подозреваемого. Директор Венс прилетает в Лос-Анджелес из-за киллера из Северной Кореи по имени Ли Ван Кай, которая замешана в этом деле. У директора старые счеты с Ли Ван Кай. Между тем Нейт читает комиксы, а Дом теряет пуговицу-камеру Хетти и команда начинает судорожно её искать. Роки Кэрролл в роли Леона Венса. Поли Перретт в роли Эбби Шуто.                     |    |                                               |                   |                                                                   |                   |           |                        |
| 6 | 6  | «Keepin' It Real» «Всё по-настоящему»         | Лесли Либман      | Мэтт Пикен                                                        | 3 ноября 2009     | 106       | 15,29                  |
| Капрал, приписанный ко взводу снабжения на базе Кэмп-Пендлтон, найден мёртвым после падения с высокого жилого дома. Полицейские говорят, что это самоубийство, но в скором времени выясняется, что он был убит. Кроме того он был замешан в распространении фальшивых купюр. К расследованию подключается Секретная служба. Между тем Джи и Сэм спорят о том становятся оперативниками или рождаются ими. |    |                                               |                   |                                                                   |                   |           |                        |
| 7 | 7  | «Pushback» «Ответный удар»                    | Пэрис Барклай     | Шэйн Бреннан                                                      | 10 ноября 2009    | 107       | 16,19                  |
| На теле убитой девушки обнаружена флешкарта с фотографиями Каллена. Эти фото были сделаны до того, как в него стреляли в пилотной серии. А эта девушка, была последней, кого он видел перед ранением. Между тем Сэм заваривает чай для Хетти, а Джи попадает в дом, в котором он жил в детстве. Роки Кэрролл в роли Леона Венса. |    |                                               |                   |                                                                   |                   |           |                        |
| 8 | 8  | «Ambush» «Засада»                             | Род Холкомб       | Линдсэй Стурман                                                   | 17 ноября 2009    | 108       | 14,81                  |
| В то время, как Хетти посещает сенатские слушания в Вашингтоне, убит резервист морской пехоты. Келлен пытается внедриться в военизированную группировку, что вызывает гнев Хетти. Каллен попадает в заложники. Хетти использует всё своё влияние, чтобы заставить министра обороны помочь им. Роки Кэрролл в роли Леона Венса. Брайан Аверс в роли специального агента Майка Ренко. |    |                                               |                   |                                                                   |                   |           |                        |
| 9 | 9  | «Random on Purpose» «Неслучайная случайность» | Стивен ДеПол      | Спид Уид                                                          | 24 ноября 2009    | 109       | 17,18                  |
| Когда убит морской инженер команда считает, что мотивом может быть международный шпионаж, но судмедэксперт Эбби Шуто приезжает в Лос-Анджелес с информацией, что это может быть серийный убийца, которого она называет Призраком. Она также утверждает, что его уникальность в том, что он не оставляет никаких улик. Эбби похищена, Каллен и команда должны торопиться, чтобы спасти жизнь Эбби и остановить убийцу. Между тем Хетти рассаживает команду по отдельным рабочим местам. Роки Кэрролл в роли Леона Венса. Поли Перретт в роли Эбби Шуто. |    |                                               |                   |                                                                   |                   |           |                        |
| 10 | 10 | «Brimstone» «Взрывчатка»                      | Терренс О’Хара    | Скотт Геммилл                                                     | 15 декабря 2009   | 110       | 17,36                  |
| Рождественский эпизод. Троих ветеранов из роты морских саперов попытались взорвать, один из них умер от взрывного устройства вмонтированного в сотовый телефон, улики приводят команду к покалеченному ветерану, который замешан в убийстве в Ираке. А Хетти наряжает пальму. |    |                                               |                   |                                                                   |                   |           |                        |
| 11 | 11 | «Breach» «Брешь»                              | Перри Лэнг        | История: Скотт Геммиллр Телесценарий: Скотт Геммилл, Шэйн Бреннан | 5 января 2011     | 111       | 18,07                  |
| Старшина секретного отдела ВМФ погиб в результате въезда автомобиля в стрип-клуб. Тем временем, друг Сэма, Мо вступает в ряды исламских боевиков. |    |                                               |                   |                                                                   |                   |           |                        |
| 12 | 12 | «Past Lives» «Тени прошлого»                  | Элоди Кин         | Дэйв Калштейн                                                     | 12 января 2011    | 112       | 15,50                  |
| Каллен должен воспользоваться одним из своих бывших псевдонимов, чтобы расследовать убийство моряка, осужденного за кражу. В процессе расследования команда узнаёт тайну прошлого Каллена. Между тем команда решает, где провести корпоративную вечеринку. |    |                                               |                   |                                                                   |                   |           |                        |
| 13 | 13 | «Missing» «Пропавший без вести»               | Дэвид Баррет      | Джил Грант, Мэтт Пикен                                            | 26 января 2011    | 113       | 17,16                  |
| Похищен агент Доминик Вейл. Команда пытается его найти, но безуспешно. Каждый по-своему справляется с этим. |    |                                               |                   |                                                                   |                   |           |                        |
| 14 | 14 | «LD50» «LD50»                                 | Джонатан Фрейкс   | Спид Уид, Скотт Геммилл                                           | 2 февраля 2011    | 114       | 16,42                  |
| Агенты обнаружили, что эксперт по химическому оружию, страдающая от болезни Альцгеймера, была обманом втянута в производство смертельного токсина ботулина для торговца оружием. Когда Сэм под прикрытием идёт на тайный аукцион выясняется, что будет демонстрация оружия в торговом центре Лос-Анджелеса и команда должна поспешить, чтобы остановить это. Хетти просит команду подобрать замену Доминику. |    |                                               |                   |                                                                   |                   |           |                        |
| 15 | 15 | «The Bank Job» «Банковская работа»            | Терренс О’Хара    | Дэйв Калштейн                                                     | 9 февраля 2011    | 115       | 17,91                  |
| При попытке открыть депозитную ячейку в банке Кенси была застрелена вооруженными грабителями. |    |                                               |                   |                                                                   |                   |           |                        |
| 16 | 16 | «Chinatown» «Чайнатаун»                       | Алан Дж. Леви     | Линдсэй Стурман                                                   | 2 марта 2011      | 116       | 14,97                  |
| Команда подозревает, что смерть морского офицера выглядящая, как самоубийство, могла быть убийством и что преступление представляет угрозу для национальной безопасности. Нейт мечтает о работе оперативного агента. |    |                                               |                   |                                                                   |                   |           |                        |
| 17 | 17 | «Full Throttle» «На полной скорости»          | Дэвид Баррет      | Джозеф Уилсон                                                     | 9 марта 2011      | 117       | 16,99                  |
| Команда расследует смерть Морского офицера, который погиб во время незаконной уличной гонки, оказывается, что его автомобиль был поврежден. Сем утверждает что знает названия всех улиц Калифорнии. Тем временем Хетти заставляет Каллена пойти в школу вождения. |    |                                               |                   |                                                                   |                   |           |                        |
| 18 | 18 | «Blood Brothers» «Кровные братья»             | Карен Гавиола     | Тим Клементе                                                      | 16 марта 2011     | 118       | 15,10                  |
| Сержант Морской пехоты убит из проезжающего автомобиля и команда боится, что его младшему брату грозит опасность. Они обнаруживают доказательства операции по провозу контрабандного оружия. |    |                                               |                   |                                                                   |                   |           |                        |
| 19 | 19 | «Hand-to-Hand» «Рука об руку»                 | Пэрис Барклай     | Мэтт Пикен                                                        | 6 апреля 2011     | 119       | 13,79                  |
| Расследование убийства младшего капрала приводит команду в тренажёрный зал. Сэм идёт туда под прикрытием. Первое появление: Марти Дикс Эрик Кристиан Олсен в роли Марти Дикса. |    |                                               |                   |                                                                   |                   |           |                        |
| 20 | 20 | «Fame» «Слава»                                | Дэннис Смит       | Спид Уид                                                          | 27 апреля 2011    | 120       | 15,62                  |
| Смерть морского пехотинца приводит команду к голливудскому блеску и гламуру. Принятый Хетти на работу детектив Марти Дикс официально присоединяется к команде как офицер по связям с полицией Лос-Анджелеса. Джи утверждает, что он плохой связной, но думает, что Хетти хочет сделать из него агента. Эрик Кристиан Олсен в роли Марти Дикса. |    |                                               |                   |                                                                   |                   |           |                        |
| 21 | 21 | «Found» «Найденный»                           | Джеймс Уитмор мл. | Скотт Геммилл                                                     | 4 мая 2011        | 121       | 14,34                  |
| После нескольких месяцев неизвестности команда получает доказательства, что Доминик жив и удерживается в заложниках для обмена на заключённого в тюрьму лидера террористической организации. Назначен крайний срок для его освобождения. Команда мчится на помощь Дому в надежде спасти его прежде, чем крайний срок истечёт, но конечный результат оказался таким, каким никто не ожидал. Последнее появление: Доминик "Дом" Вэйл. |    |                                               |                   |                                                                   |                   |           |                        |
| 22 | 22 | «Hunted» «Загнанный»                          | Стивен ДеПол      | Кори Миллер                                                       | 11 мая 2011       | 122       | 16,04                  |
| Из заключения сбежал лидер террористической организации, ответственной за похищение Дома Вэйла. Тем временем команда пытается смириться с трагической смертью Дома, а Хетти подаёт в отставку. Роки Кэрролл в роли Леона Венса. |    |                                               |                   |                                                                   |                   |           |                        |
| 23 | 23 | «Burned» «Разоблачённый»                      | Стив Бойум        | История: Дэйв Калштейн Телесценарий: Джил Грант, Дэйв Калштейн    | 18 мая 2011       | 123       | 15,23                  |
| Прикрытие Каллена раскрыто, в то же самое время компьютеры NCIS взломаны, команда вынуждена уйти в подполье. Между тем Сэм и Кенси рассуждают о методах знакомства с парнями. |    |                                               |                   |                                                                   |                   |           |                        |
| 24 | 24 | «Callen, G.» «Каллен Джи.»                    | Тони Уормби       | Шэйн Бреннан                                                      | 25 мая 2011       | 124       | 13,12                  |
| Каллен находит женщину по имени Эми Тейлор (ранее Эми Каллен) которая утверждает, что она его старшая сестра. |    |                                               |                   |                                                                   |                   |           |                        |